# Sztokholmska Giełda Papierów Wartościowych

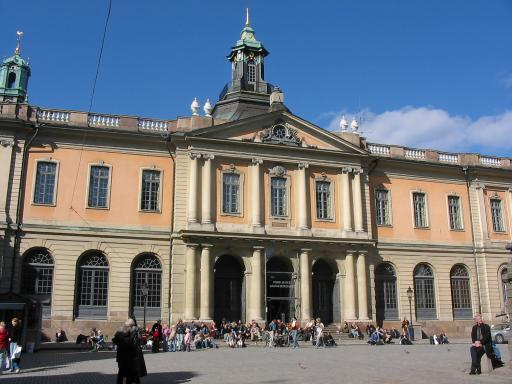
Budynek giełdy

Giełda papierów wartościowych w Sztokholmie (szw. Stockholmsbörsen, ang.: Stockholm Stock Exchange, SSE) – giełda papierów wartościowych w Szwecji zlokalizowana w stolicy kraju – Sztokholmie. Została założona w 1863 roku. Od roku 1998 giełda wchodzi w skład giełd OMX. 
W roku 2003 jej operacje zostały połączone z operacjami przeprowadzanymi na giełdzie w Helsinkach.
W sierpniu 2007 na giełdzie w Sztokholmie było notowanych 310 spółek akcyjnych.